# Sled Storm
Sled Storm — видеоигра, симулятор гонок на снегоходах, разработанная и изданная компанией Electronic Arts для игровой платформы PlayStation в 1999 году. В Северной Америке издана 31 июля 1999 году, в Европе — 11 августа 1999 года. Игра получила признание критиков благодаря своей оригинальной концепции, являясь одной из первых игр про снегоходы. Серия в настоящее время состоит из двух игр, обе из которых называются просто Sled Storm. В игре представлены снегоходы (называемые «санями» (в ориг. «Sleds»), трюки и четырнадцать заснеженных полей, состоящих из скользких склонов, ненастной погоды и предательских скал. Шесть гонщиков доступны с самого начала, а ещё два могут быть разблокированы, каждый из которых имел различные атрибуты управления снегоходом.

## Геймплей
В игре была возможность приобретать улучшения для снегохода, которые могут улучшить управление, а также ускорение. Была также реализована функция трюка, которая была выполнена с использованием двух плечевых кнопок в сочетании с крестовиной. Какие бы комбинации кнопок не использовались, это повлияло бы на то, какой трюк использовался. Также была возможность комбинировать более высокие прыжки, чтобы получить ещё более высокий балл. После победы над горными горами можно разблокировать более модернизированные снегоходы, которые являются тонкими, быстрыми и проворными салазками, способными перегонять даже самые быстрые снегоходы.
Sled Storm предлагает две формы гонок как для многопользовательских, так и для сольных соревнований: чемпионата и быстрой гонки. Quick Race позволяет вам сыграть на любой из трасс, открытой по ходу соревнования. Игроки могут выбирать своё альтер эго из пула персонажей, каждый со своими собственными умениями оценивается в пяти областях: максимальная скорость, ускорение, управление, устойчивость и трюки. Как только игрок нашёл подходящего персонажа, он или она может установить количество кругов (от двух до девяти), время гонки (день или ночь) и даже погодные условия (ясный, снег или дождь). Режим чемпионата предполагает участие в серии гонок, которые могут заработать вам деньги, а также открыть дополнительные треки и скрытые персонажи. Вас ждут два типа гоночных гонок: Открытая гора и Супер SnoCross. Чемпионат Open Mountain включает в себя прямые гонки по альпийской местности, когда вы пытаетесь закончить гонку первым, чтобы получить денежный приз (который затем может быть использован для покупки обновлений в таких областях, как ступени, лыжи, тормоза и прожекторы). Super SnoCross включает в себя гонок строго для очков, когда вы объединяете трюки с курсов, вдохновлённых мотокроссом. Заработайте достаточно очков, и вы сможете разблокировать дополнительные бонусы.
У Sled Storm также есть режим Time Trials, в котором вы участвуете в гонках на лучший результат, который позволит вписать вам своё имя в список лучших. После того, как игроки закончили Time Trials, есть ряд настраиваемых функций, которые помогут адаптировать игру к индивидуальным предпочтениям. После завершения нескольких параметров вы сможете смешивать и сопоставлять разблокированные курсы, чтобы сформировать свой собственный чемпионат. ИИ также может быть изменён путём переключения «Catch Up Logic», что означает, что гонщики, управляемые компьютером, будут двигаться быстрее, как только вы их передадите. Наконец, многопользовательская игра может быть настроена на разделённый экран как по горизонтали, так и по вертикали.
Игроки могут также сохранять разблокированных персонажей, улучшенные «болиды» и прохождение карт с использованием карты памяти с одним свободным блоком. Игра включает в себя поддержку аналогового контроллера DualShock, предлагающего как аналоговое управление, так и вибрационную обратную связь во время гонок. Кроме того, в саундтрек включены песни от таких людей, как Rob Zombie, Econoline Crush, Uberzone, E-Z Rollers и Dom & Roland. Как только игроки пройдут через трэшины, они могут поместить диск в стандартный проигрыватель компакт-дисков и послушать музыку.

## Разработка
Первая игра в серии Sled Storm была выпущена на игровой приставке PlayStation. Игра имеет схожесть с более ранней игры от Electrionic Arts Road Rash, хотя окружающая среда и транспортные средства совершенно разные, есть несколько сходств. Обе игры опираются на быстро развивающие гонки рядом с опасностями, размещённых на пути игрока, и способность отбрасывать противников с трассы. Обе игры имеют денежные призы, которые позволяют модернизировать технику. Однако игра имеет отличие от Road Rash, возможностью играть до 4-х игроков одновременно через Playstation Multitap.

### Саундтрек
Sled Storm включает саундтрек, который можно послушать на CD-плеере.
1. Rob Zombie – "Dragula (Hot Rod Herman Remix)"
2. Econoline Crush – "Sparkle And Shine (Throttle Mix)"
3. Econoline Crush – "Nowhere Now (White Out Mix)"
4. Econoline Crush – "Surefire (Avalanche Mix)"
5. E-Z Rollers – "Cop Theme"
6. Dom & Roland – "Chained On Two Sides"
7. Dom & Roland – "Thunder"
8. Überzone – "Botz (Synthetik Remix)"
9. Jeff van Dyck – "Sweet Baby"
10. Jeff van Dyck – "That's Grouse"

## Отзывы
| Сводный рейтинг    | Сводный рейтинг                                                          | Сводный рейтинг                                                          |
| Издание            | Оценка                                                                   | Оценка                                                                   |
| Издание            | PS                                                                       | PS2                                                                      |
| ------------------ | ------------------------------------------------------------------------ | ------------------------------------------------------------------------ |
| GameRankings       | 83,52 %                                                                  | 72,44 %                                                                  |
| Metacritic         |                                                                          | 73 %                                                                     |
| Иноязычные издания |                                                                          |                                                                          |
| Издание            | Оценка                                                                   | Оценка                                                                   |
| Издание            | PS                                                                       | PS2                                                                      |
| AllGame            | 4 из 5 звёзд · 4 из 5 звёзд · 4 из 5 звёзд · 4 из 5 звёзд · 4 из 5 звёзд | 3 из 5 звёзд · 3 из 5 звёзд · 3 из 5 звёзд · 3 из 5 звёзд · 3 из 5 звёзд |
| CVG                | 5,0/10                                                                   | 6,0/10                                                                   |
| EGM                | 8,75/10                                                                  | 5,33/10                                                                  |
| Eurogamer          |                                                                          | 6/10                                                                     |
| Game Informer      | 8,75/10                                                                  | 7/10                                                                     |
| GamePro            | 4/5                                                                      | 4/5                                                                      |
| GameRevolution     | A-                                                                       |                                                                          |
| GameSpot           | 8,1/10                                                                   | 7,6/10                                                                   |
| GameSpy            |                                                                          | 8,1/10                                                                   |
| GameZone           |                                                                          | 7/10                                                                     |
| IGN                | 8,0/10                                                                   | 8,5/10                                                                   |
| OPM                | 4/5                                                                      | 3,5/5                                                                    |
| Play (UK)          | 8,5/10                                                                   | 8/10                                                                     |

Версия Sled Storm для PlayStation получила положительные отзывы критиков. Оценку 83% на основе 24 рецензий дал агрегатор GameRankings. Игру хвалили за саундтрек и физику снегоходов.
Версия для PS2 получила смешанные отзывы.